# Cornish rex
Le cornish rex, également appelé rex de Cornouailles, est une race de chat originaire du Royaume-Uni. Ce chat est caractérisé par sa robe à poil très court, cranté et doux.

## Origines
Le cornish rex, originaire de Grande-Bretagne, est issu d’une mutation spontanée. Le fondateur de la race est un mâle nommé Kallibunker trouvé au début des années 1950 en Cornouailles. Le nom de la race est une référence à sa région d'origine et à son pelage similaire à celui du lapin rex.
Kallibunker fut accouplé avec sa mère afin de créer une nouvelle lignée que l’on exporta par la suite aux États-Unis. La race fut officiellement reconnue en Angleterre en 1967.

## Standards

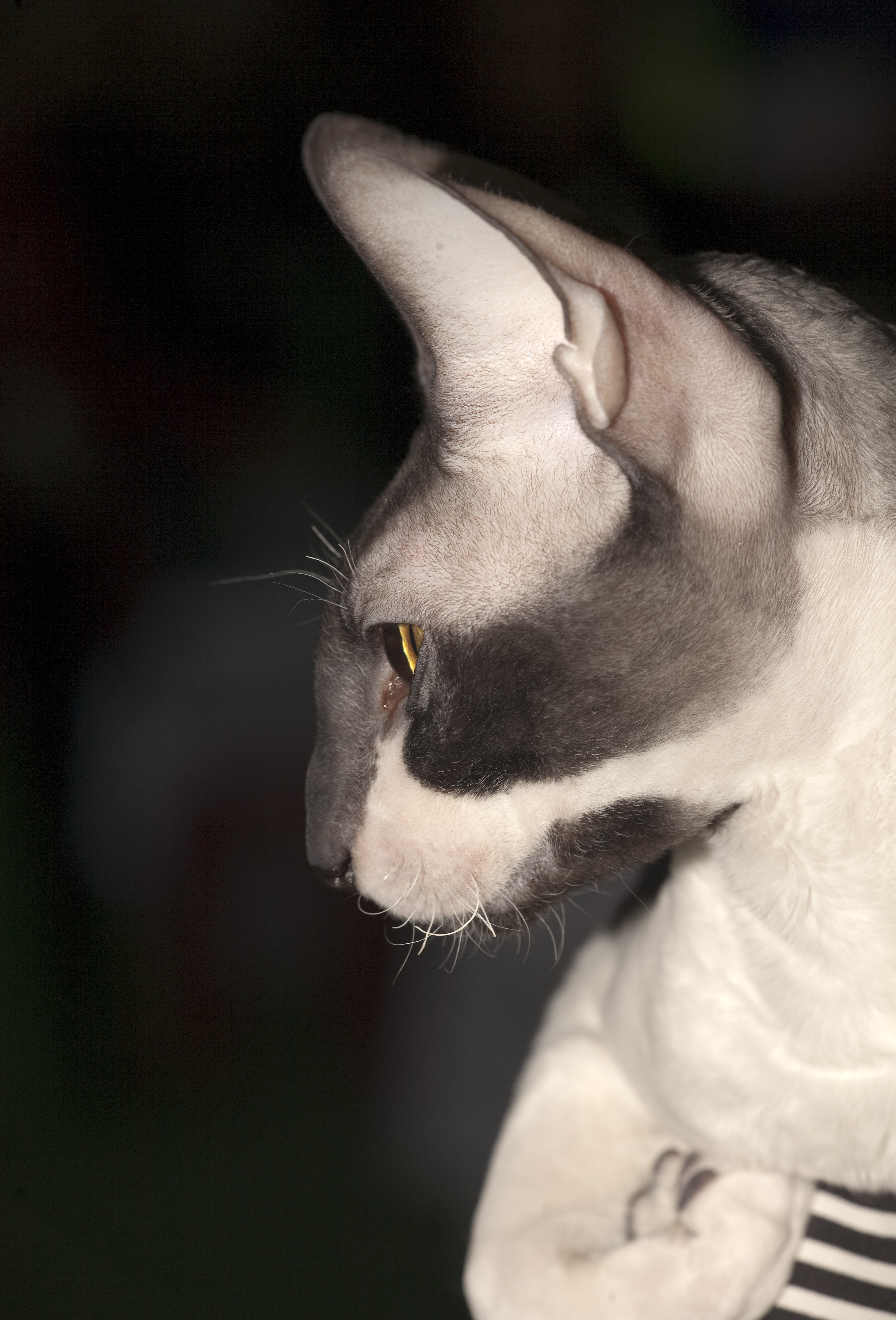
Profil romain du cornish rex.

Le cornish rex est décrit comme ressemblant à un lévrier, élégant et athlétique. De type oriental, le corps est long et fin avec le dos arqué. L'encolure longue, fine et musclée est également arquée. La cage thoracique est profonde. L'ossature est très fine sans pour autant fragile. Les pattes sont hautes et fines, musclées avec des pieds, petits et ovales, donnent l'impression que le chat marche sur ses pointes tel une danseuse. La queue est longue et fine, en forme de fouet. Elle est de préférence recouverte d'un fin poil cranté. La base de la queue dénudée est considérée comme un défaut toléré en exposition féline, notamment pour les mâles.
La tête est de taille moyenne, plus longue que large. Le profil est décrit comme « romain », c'est-à-dire que la tête est formée de deux arcs convexes, l'un partant du crâne jusqu'au nez et l'autre du nez jusqu'au museau. Le nez est large et bombé. Le crâne est en forme d’œuf avec un occiput proéminent. Le menton suit le prolongement de l’ovale de la tête, avec des patons pleins formant un léger pinch. Les vibrisses, courtes et souvent cassantes, doivent être présentes.
Les yeux de taille moyenne, bien ouverts, sont de forme ovale. Placés de biais, ils doivent être espacés de la largeur d'un œil. Leur couleur doit être assortie à celle de la robe. Les oreilles sont grandes, coniques et placées haut sur la tête.
Les poils crantés donnent une impression de vagues et la robe est comparée à l'astrakan. La fourrure est uniquement composée de poil de garde et de sous-poil, sans poil de jarre. Le poil de garde ressemble à du duvet. La fourrure est douce et courte. Elle est plus courte et dense sur les pattes et la tête. De grandes zones dénudées sont pénalisées en exposition. Toutes les couleurs et toutes les robes sont admises.

## Lien avec d'autres races
La variété à poils mi-longs du cornish rex est le californian rex.
Une variété à poils courts et au visage plus fin est le Devon rex.

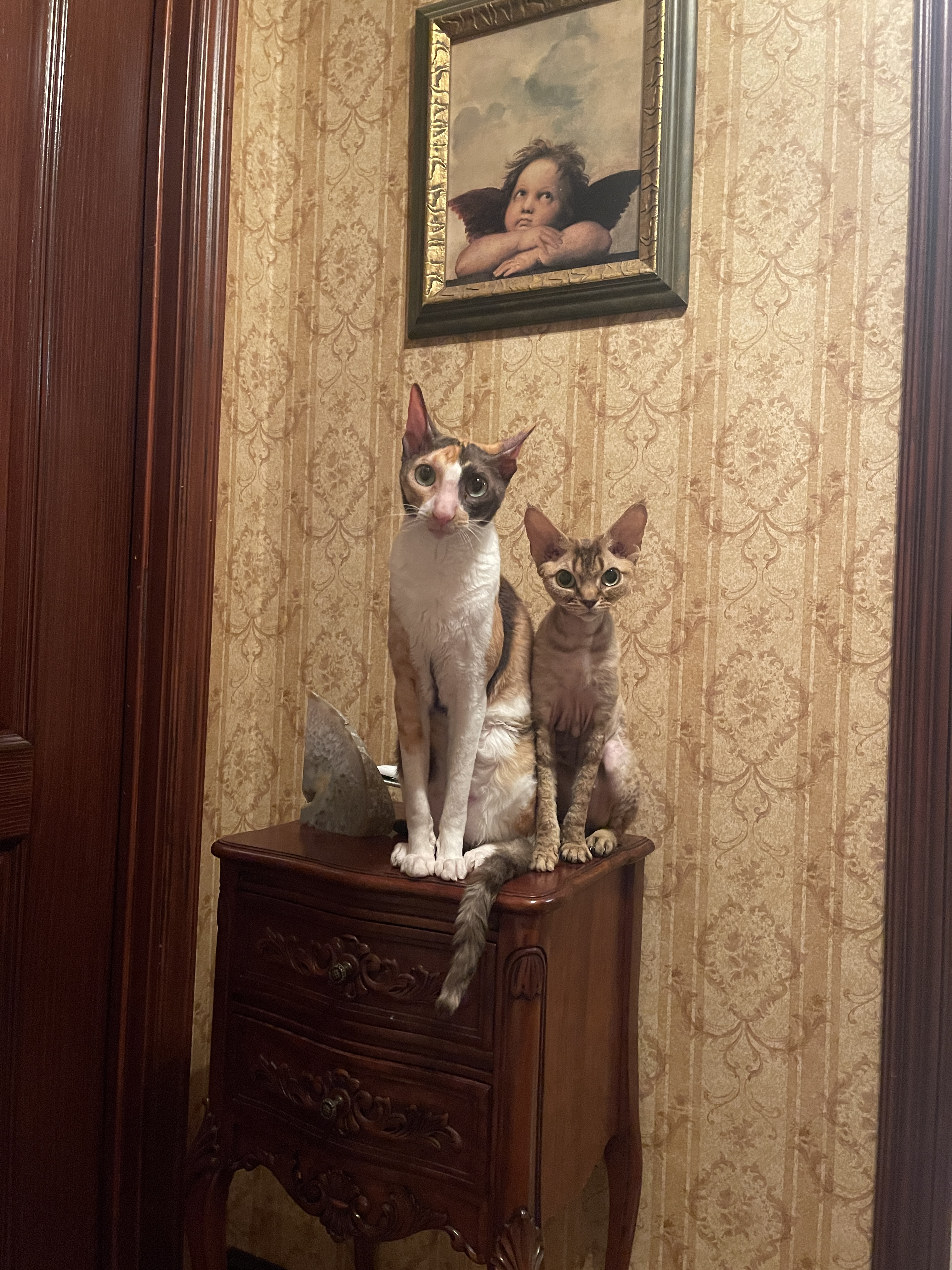
Cornish Rex et Devon Rex.

## Caractère
Le cornish rex est souvent décrit comme un chat très sociable qui déteste la solitude. Il apprécierait la compagnie d’autres chats et de chiens. On dit aussi qu'il est vif, remuant et très joueur. Il serait affectueux et sensible, constamment en quête de caresses et d’attention.
Il est habituellement très attaché à son maître qu'il suivrait partout. Il s’adapterait très facilement à la vie d’appartement. Le Cornish Rex s'adapte facilement à de nouveaux environnements et établit rapidement des liens étroits avec sa famille humaine[réf. nécessaire].
Ces traits de caractère restent toutefois parfaitement individuels et sont avant tout fonction de l'histoire de chaque individu.

## Santé
Malgré son apparence vulnérable, le cornish rex n'est pas plus fragile qu'un autre chat. Cependant, étant donné son court pelage, il a tendance à être plutôt frileux. Aussi, il faut le garder au chaud. Il appréciera de s'enrouler dans une couverture ou de se coucher sous les draps du lit.
Il faut nettoyer régulièrement ses oreilles ainsi que ses yeux qui ont tendance à s'encombrer de sécrétions. Ce n'est pas un signe de maladie (dans le cas contraire, les sécrétions seraient de couleur vertes ou jaunes), seulement une particularité de la race.